# Доктор Ху (26. сезона)
Двадесет шеста сезона британске научнофантастичне телевизијске серије Доктор Ху је премијерно приказана 6. септембра 1989. почевши од епизоде Бојно поље (1. део) и састојала се од четири серијала, а завршила се епизодом Преживљавање (3. део) која је била последња епизода серије током 15 година све док серија није поново оживела 2005. године. Џон Нејтан-Тарнер је продуцирао серију, а уредник сценарија био је Ендру Картмел.

## Улоге

### Главне
- Силвестер Мекој као Седми Доктор
- Софи Алдред као Ејс

Силвестер Мекој и Софи Алдред настављају своје улоге Седмог Доктора и Ејс у својој последњој сезони.

### Епизодне
- Николас Кортни као Бригадир Летбриџ-Стјуарт (епизоде 1−4)
- Ентони Ејнли као Господар (епизоде 12−14)

Николас Кортни се вратио улози бригадира Летбриџ-Стјуарта у серијалу Бојно поље. Први пут се појавио са Другим Доктором 1968. у серијалу Мрежа страха пре него што је постао главни односно епизодни лик који се појављивао током мандата Другог, Трећег, Четвртог и Петог Доктора и последњи пут се појавио у епизоди Пет Доктора (1983).
Ентони Ејнли се вратио да игра Господара у Преживљавању пото се последњи пут појавио у Врхунском злотвору (1986). Ово је било Ејнлијево последње телевизијско појављивање у тој улози, иако је последњи пут глумио Господара у рачунарској игрици Судбина Доктора из 1997. године.

## Епизоде
26. сезона наставила је тренд Ендруа Картмела да унесе мрачнији и тајанственији тон у серију, са посебним уредсређеношћу на Ејсину прошлост и Докторову обмањивачку природу.
| Бр. еп. (укупно) | Бр. еп. (у сезони) | Наслов                         | Редитељ       | Сценариста   | Премијера           | Гледаност у Британији (милиони) |
| --- | ------------------ | ------------------------------ | ------------- | ------------ | ------------------- | ------------------------------- |
| 682 | 1                  | "Бојно поље (1. део)"          | Мајкл Кериган | Бен Аронович | 6. септембар 1989.  | 3.10                            |
| Витезови из паралелног универзума стижу на Земљу да пронађу легендарни мач Екскалибур. Само Доктор и Ејс уз помоћ бригадира Летбриџ-Стјуарта могу да спасу Земљу од потпуне катастрофе. |                    |                                |               |              |                     |                                 |
| 683 | 2                  | "Бојно поље (2. део)"          | Мајкл Кериган | Бен Аронович | 13. септембар 1989. | 3.90                            |
| Доктор и Ејс откривају камени свемирски брод испод Вормслијевих археолошких ископина, док Мордред призива Моргејн у размеру Земље.                                                      |                    |                                |               |              |                     |                                 |
| 684 | 3                  | "Бојно поље (3. део)"          | Мајкл Кериган | Бен Аронович | 20. септембар 1989. | 3.60                            |
| Бригадир спасава Доктора из каменог свемирског брода пре него што су кренули да лоцирају Моргејн пре него што она добије Екскалибур.                                                    |                    |                                |               |              |                     |                                 |
| 685 | 4                  | "Бојно поље (4. део)"          | Мајкл Кериган | Бен Аронович | 27. септембар 1989. | 4.00                            |
| Моргејн присиљава Ејс и Ђуинга Шоа да предају Екскалибур претећи да ће ослободити Разарача тако да Доктор и Бригадир улазе у размерни портал да је зауставе.                            |                    |                                |               |              |                     |                                 |
| 686 | 5                  | "Духовна светлост (1. део)"    | Алан Веринг   | Марк Плат    | 4. октобар 1989.    | 4.20                            |
| Доктор води Ејс у стару 'уклету' кућу по имену Габријел Чејс 1883. године, 100 година пре догађаја који су се одиграли у тој кући у њеној личној прошлости.                             |                    |                                |               |              |                     |                                 |
| 687 | 6                  | "Духовна светлост (2. део)"    | Алан Веринг   | Марк Плат    | 11. октобар 1989.   | 4.00                            |
| Доктор успева да избави Ејс од љуски, а затим покушава да открије истину о дешавањима у Џосајиној кући.                                                                                 |                    |                                |               |              |                     |                                 |
| 688 | 7                  | "Духовна светлост (3. део)"    | Алан Веринг   | Марк Плат    | 18. октобар 1989.   | 4.00                            |
| Доктор покушава да убеди Лајт да стави тачку на Смитове шеме, али уместо тога Лајт има за циљ да стави тачку на еволуцију Земље.                                                        |                    |                                |               |              |                     |                                 |
| 689 | 8                  | "Проклетство Фенрика (1. део)" | Николас Малет | Ијан Бригс   | 25. октобар 1989.   | 4.30                            |
| Доктор и Ејс путују у поморску базу крај обале Северног Амберленда пред крај Другог светског рата где се Господар времена и његова сапутница уплећу у стару викиншку клетву.            |                    |                                |               |              |                     |                                 |
| 690 | 9                  | "Проклетство Фенрика (2. део)" | Николас Малет | Ијан Бригс   | 1. новембар 1989.   | 4.00                            |
| Доктор и Ејс успевају да убеде Сорина да их пусти док Милингтон и Џадсон покушавају да преведу викиншке руне.                                                                           |                    |                                |               |              |                     |                                 |
| 691 | 10                 | "Проклетство Фенрика (3. део)" | Николас Малет | Ијан Бригс   | 8. новембар 1989.   | 4.00                            |
| Доктор и његови пријатељи су на удару Хемавореса, дозвољавајући Милингтону да преузме боцу у којој се налази Фенрикова суштина.                                                         |                    |                                |               |              |                     |                                 |
| 692 | 11                 | "Проклетство Фенрика (4. део)" | Николас Малет | Ијан Бригс   | 15. новембар 1989.  | 4.20                            |
| Фенрик је лабав и планира да искористи Древног Хемовора да отрује Земљу хемикалијама, осим ако га Доктор не победи у њиховој вековима старој игри.                                      |                    |                                |               |              |                     |                                 |
| 693 | 12                 | "Преживљавање (1. део)"        | Алан Веринг   | Рона Манро   | 22. новембар 1989.  | 5.00                            |
| У последње време у Перивејлу се дешава низ тајанствених нестанака. То значи да Докторова одлука да одведе Ејс у њено родно село није могла доћи у бољем тренутку.                       |                    |                                |               |              |                     |                                 |
| 694 | 13                 | "Преживљавање (2. део)"        | Алан Веринг   | Рона Манро   | 29. новембар 1989.  | 4.80                            |
| Доктор и Патерсон успевају да побегну од Господара и придруже се Ејс и њеним пријатељима, а Доктор покушава да пронађе начин да их све склони са планете пре него што она пукне.        |                    |                                |               |              |                     |                                 |
| 695 | 14                 | "Преживљавање (3. део)"        | Алан Веринг   | Рона Манро   | 6. децембар 1989.   | 5.00                            |
| Ејс успева да превезе Доктора и остале назад у Перивејл, али и Господар је тамо и припрема се за последњи обрачун са Доктором.                                                          |                    |                                |               |              |                     |                                 |

## Емитовање
Цела сезона је емитована од 6. септембра до 6. децембра 1989. Првобитно је требало да се емитује Проклетство Фенрика пре Духовне светлости, али је касније обрнуто.

## 27. сезона
Средином 1989. продукцијска екипа серије је започела почетно планирање 27. сезоне која би се емитовала крајем 1990. Ендру Картмел и сценаристи са којима је редовно сарађивао, међу којима су били Бен Аронович, Ијан Бригс и Марк Плат, размишљали су о могућој причи идеје. Једна од главних предложених тачака заплета за 27. сезону био је одлазак Ејс која би била одведена на Галифреј где би и сама постала Господарка времена. Ово би такође довело до накнадног увођења новог пратиоца, планираног као „аристократског провалника мачака“. Отказивање серије значило је да није предузет никакав детаљан рад осим ових почетних замисли:
- Лоше одредиште Бена Ароновича: Намеравано да прикаже ново чудовиште звано „Метатракси“, род самурајских ратника инсеката. Ово је било планирано као прича о политици добротворне помоћи. Једина значајна појединост била је замисао отварања на којој би Ејс била капетанка звезданог брода.
- Танак лед Марка Плата: Планиран као серијал у ком Ејс одлази. У њему је требало да се врате Ледени ратници и да се радња одвија у Лондону 1968.
- Акција на даљину Ендруа Картмела: Планирано као представљање новог сапутника који би наишао на Доктора усред пљачке сеоске куће.
- Аликсион Робина Макерџија:[2] Доктор би играо низ смртоносних игара на астероиду и вероватно би то довело до регенерације Седмог Доктора и одласка Силвестера Мекоја.
- Крв и гвожђе Ендруа Картмела: разматран је и за последњи серијал.

Четири од пет предложених серијала су аутори накнадно прилагодили заједно са продукцијом "Big Finish" у аудио пустоловине које су објављене у оквиру њиховог асортимана Доктор Ху: Изгубљене приче 2011.
Лоше одредиште је објављено као Помоћ Земљи.
- Танак лед је објављен под сопственим насловом.
- Акција на даљину постала је Злочин века.
- Крв и гвожђе је објављено као Животиња.

Једина од предложених прича коју није објавила продукција "Big Finish" била је Аликсион.
Иако је први серијал након повратка серије 2005. 27. пуна сезона серије, продукцијска екипа је званично поново покренула нумерацију серијала од нуле. Ово је углавном било због 16-годишњег размака између 26. сезоне и оживљавања (не рачунајући телевизијски филм из 1996.).